# Juan Navarrete Guerrero
Juan Navarrete Guerrero, (12 de agosto de 1886, Oaxaca, Oaxaca. -  21 de febrero de 1982, Hermosillo Sonora). Se hacía llamar Fortino Guerrero, en tiempos de persecución. Fue el XIV obispo de Sonora y primer Arzobispo de la Arquidiócesis de Hermosillo desterrado en 3 ocasiones por causa de su ministerio. El nombre completo era Juan María Fortino. Hijo de Demetrio Navarrete y Julia Guerrero.

## Los primeros años
Bautizado en la Parroquia del Sagrario en Oaxaca, Oaxaca Estudió primaria en las escuelas oficiales de Oaxaca, y después la preparatoria en el Colegio del Espíritu Santo y el seminario en León, Guanajuato. Terminó en 1903. En 1904 se fue a Roma a continuar sus estudios hasta obtener el bachillerato en Filosofía y el doctorado en Teología en 1909.

## Primer destierro
Fue asignado a la diócesis de Aguascalientes, donde realizaba su ministerio en una parroquia y en el seminario diocesano.
Una primera persecución religiosa sucede en México en el año de 1914, donde el obispo Ignacio Valdespino es producto del destierro y el padre Navarrete es nombrado vicario, pero luego también es perseguido por lo que emigra a Estados Unidos y luego a Roma. De allá fue asignado como maestro de un seminario en Texas, Estados Unidos. Dos años después regresa a Aguascalientes.

## Obispo de Sonora
El Papa Benedicto XV, en 1919, lo ordenó como el 14° Obispo de Sonora, para que Sonora no siguiera sin obispo después de una ausencia de 6 años. Inicia su ministerio con escasos recursos materiales y humanos. Inicia su primer seminario con dos alumnos.

## Segundo destierro
En 1926 con el sonorense Plutarco Elías Calles como presidente de la república, prohibió el culto católico y dio inicio a la primera Guerra Cristera, por lo que Navarrete se exilia en el vecino estado de Arizona Estados Unidos por lo que su segundo destierro acabó en unas barracas de material prefabricado del U.S. Army, en Patagonia, Arizona, Estados Unidos de América, a la cual llamaban "La casa verde", por el color verde militar. Fueron 3 años de destierro en los que ordena a tres sacerdotes: Ricardo Monge Valenzuela, (1926), Luis Cosme Barceló (1927), José Santos Sáenz (1927) e Ignacio de la Torre Urribarren (1928). Regresan a Sonora en 1929.

## Tercer destierro
En 1930 ordena sacerdote a Jesús Alba Ávila. En 1932 vuelve la persecución religiosa y emiten orden de aprehensión para el Obispo Navarrete, ahora por el Gobernador de Sonora Rodolfo Elías Calles, porque Navarrete se opuso a la injerencia del gobierno al querer limitar la cantidad de sacerdotes en la diócesis. Cinco años dura la persecución por el ejército a su persona, por lo que el obispo Juan y sus seminaristas se esconden en múltiples sitios del estado de Sonora, corriendo de un lado a otro durante ese tiempo, incluyendo la instalación del seminario en la sierra madre occidental cercano a los límites con el estado de Chihuahua, donde ordenó a dos sacerdotes y aun así agradecía a Dios por éstas pruebas y perdonaba a sus perseguidores.

## De nuevo en libertad
En 1937, el gobernador, general Román Yocupicio Valenzuela, da por terminada la persecución religiosa, por lo que regresa el obispo a Hermosillo y reinicia el seminario diocesano con 4 seminaristas, donde 15 años después ya tenía a 70 jóvenes siendo instructor y rector de mismo. En diversos tiempos y sitios, promovió la devoción a la Virgen María.  
Ordenó a Florentino Olivas Vitela (1937). En 1938, inició a reconstrucción material y espiritual de su diócesis, ordenó a otros 4 sacerdotes. Durante el papado de Juan XXIII, Participó en el Concilio Vaticano II (1962-1965) en Roma.

## Arzobispo de Hermosillo
Se dividió la diócesis de Sonora en dos: la de Obregón y la de Hermosillo, siendo designado arzobispo de Hermosillo por el papa Pablo VI. Se retiró a la vida privada a los 82 años; falleció a los 95 años. Su sucesor fue el Pbro. Carlos Quintero Arce.

## Legado y reconocimientos
Sacerdotes. Ordenó sacerdotes a: Ricardo Monge Valenzuela, (1926), Luis Cosme Barceló (1927), José Santos Sáenz (1927) e Ignacio de la Torre Urribarren (1928), Jesús Alba Ávila (1930) Salvador Sandoval García (1935) Juan Crisóstomo Barceló, Florentino Olivas Vitela, José de Jesús Fimbres (1937), Jesús Noriega, Trujillo José Garibay, Hermenegildo Rangel (1938), Roberto González Orendáin y Rafael García Morales (1940) Cruz Acuña Gálvez, Salvador Andrade, Antonio Hoyos Martínez (1941) y la lista continúa por más de 100 sacerdotes.  
Escuelas. Puso en funcionamiento 56 escuelas católicas, tanto primarias como secundarias y una Escuela Normal para formación de maestras donde egresaron 260 educadoras. 
Salud. Fundó diversos hospitales y hospicios para ancianos. 
Causas Sociales. Promovió a fundación de La Sociedad de Obreros Católicos, Mutualista de Obreros, Liga de Temperancia (contra el alcoholismo),
Espiritualidad. Círculos parroquiales, promovió la ACJM (Acción Católica de la Juventud Mexicana en Sonora), para la formación de jóvenes en el estado, centros de catequesis y formación religiosa, así como la formación familiar en el (MFC) Movimiento Familiar Cristiano. Fundó La Liga Diocesana de Sonora para la defensa de la libertad religiosa que fue decisiva para la evangelización de la diócesis.
Homónimos. Diversos lugares llegan su nombre: una calzada de Hermosillo el Seminario Mayor de Hermosillo, un Centro de Integración Familiar, y una escuela secundaria.

## Causa de beatificación
Existe una causa por su beatificación.
Julia Navarrete Guerrero, es hermana de Juan Navarrete, fue religiosa y también hay una causa por su beatificación.  
Francisco su hermano, dos años menor que Juan también se hizo presbítero. Fue párroco de Nacozari, Hermosillo, y Guaymas. Estuvo a cargo del grupo de seminaristas estudiantes de filosofía en Guaymas. Fue organizador de la defensa cristera de 1932 a 1937. “Pedro Guerrero” era su sobrenombre en la guerra cristera. Falleció a los 52 años. 